# Логинов, Владимир Григорьевич
Ло́гинов Влади́мир Григо́рьевич (род. 19 февраля 1965 года, Москва) — российский государственный деятель.

## Биография
В 1987 году окончил Московский институт стали и сплавов по специальности автоматизированные системы.
В 1999 году окончил Высшую школу управления АПК и агробизнеса.
С 1989 по 1996 год занимался предпринимательской деятельностью на сахарном рынке.
С 1994 года является председателем Совета директоров ЗАО "Корпорация «Русский сахар».
В 1998 году Логинов возглавил Союз сахаропроизводителей.
С 1997 года В. Логинов находится на государственной службе.
В 1997 — 2000 годах Логинов являлся генеральным директором ГУП «Федерального агентства по регулированию продовольственного рынка» при Министерстве сельского хозяйства и продовольствия РФ.
В 2000 — 2002 годах занимал пост заместителя министра сельского хозяйства Российской Федерации при Алексее Гордееве.
Был членом комиссии правительства РФ по защитным мерам во внешней торговле и таможенно-тарифной политике.
В этот период под руководством и при непосредственном участии Логинова был разработан режим регулирования сахарного рынка (сахарный режим), обеспечивший быстрый рост производства сахара из отечественной сахарной свёклы, основополагающий закон «Об обороте земель сельскохозяйственного назначения», усовершенствована законодательно-нормативная база оборота спиртосодержащей продукции.
В 2002 году Логинов стал руководителем Федерального казённого предприятия «Союзплодоимпорт». Он активно участвовал в восстановлении прав Российской Федерации на товарные знаки всемирно известных водок и других продуктов в России. В период с 2002 по 2009 год ФКП «Союзплодоимпорт» участвовал в судебных процессах по восстановлению прав Российской Федерации по всему миру. В результате эти права удалось восстановить в 33 зарубежных странах, в которые был организован экспорт российской продукции под государственными брендами.
С 2009 года по 2018 год руководил Агентством по инновациям и развитию Воронежской области. В этот период под его руководством разработаны Концепция инновационной политики Воронежской области и Программа инновационной деятельности на 2011 — 2015 годы, утверждённые Правительством Воронежской области. В рамках указанной Программы Агентство ведет работы над инновационными проектами в сферах: нанотехнологий (создание в Воронеже производства фуллеренов и 3D сборки в микроэлектронике), информационных технологий (создание системы «Электронное Черноземье»), биотехнологий (клеточные технологии ревитализации), АПК (создание мясного и молочного нетельных комплексов на основе технологий секс-фиксации и пересадки эмбрионов) и т. д.
10 февраля 2015 года Логинов Владимир Григорьевич награждён почетным знаком правительства Воронежской области «Благодарность от земли Воронежской» за многолетний плодотворный труд, большой личный вклад в разработку концепции инновационной политики Воронежской области и социально-экономическое развитие региона.
С 2018 года заместитель министра природных ресурсов и экологии Российской Федерации. В этой должности курировал «мусорную реформу». Освобождён от должности 6 ноября 2019 года по собственному желанию.
В 2020 году возглавил АО "Особые экономические зоны".

## Классный чин
- Действительный государственный советник Российской Федерации 2 класса (26 мая 2001 года)

## Основные научные труды
В. Г. Логинов — кандидат экономических наук — ведет активную научную деятельность.
Основные труды:

В. Г. Логинов является автором 55 научных трудов, в том числе четырёх монографий, среди которых
- Логинов В. Г. Современные тенденции развития и совершенствование регулирования агропродовольственных рынков России. М.:, ЭФЕС, 2002, 3,5 п.л.
- Логинов В. Г. Агропродовольственные рынки России: теоретические основы, методология и совершенствование регулирования. М.: Издательство: МСХА им К. А. Тимирязева, 2002—294 с.
- Логинов В. Г., Огнивцев С. Б. Государственное регулирование алкогольного рынка. М.; ЦОП РГАУ — МСХА им. К. А. Тимирязева, 2006. — 237 с. ISBN 5-9675-0103-7
- Роль продуктовых союзов в регулировании продовольственных рынков. М.: «Эфес», 2000, 7,5 п.л.